# Trichosilia maerens
Trichosilia maerens är en fjärilsart som beskrevs av Otto Staudinger 1896. Trichosilia maerens ingår i släktet Trichosilia och familjen nattflyn. Inga underarter finns listade i Catalogue of Life.